# Vuelo 2283 de Voepass Linhas Aéreas
El vuelo 2283 de Voepass Linhas Aéreas fue un vuelo de pasajeros regional brasileño operado por Voepass Linhas Aéreas desde el Aeropuerto Coronel Adalberto Mendes da Silva, Cascavel, Paraná, hacia el Aeropuerto Internacional de São Paulo-Guarulhos. Sin embargo, la aeronave se estrelló el 9 de agosto de 2024 en un área residencial en el municipio de Vinhedo, São Paulo, después de entrar en un descenso en espiral. Los 58 pasajeros y 4 tripulantes a bordo murieron.
Es el primer accidente mortal en la aviación comercial brasileña desde el accidente del vuelo 4896 de Noar Linhas Aéreas en 2011. Es también el accidente de aviación con más víctimas mortales en Brasil desde el vuelo 3054 de TAM Airlines en julio de 2007, y el primer accidente de aviación mortal que involucró a Voepass Linhas Aéreas desde la creación de la aerolínea en 1995.

## Aeronave y tripulación

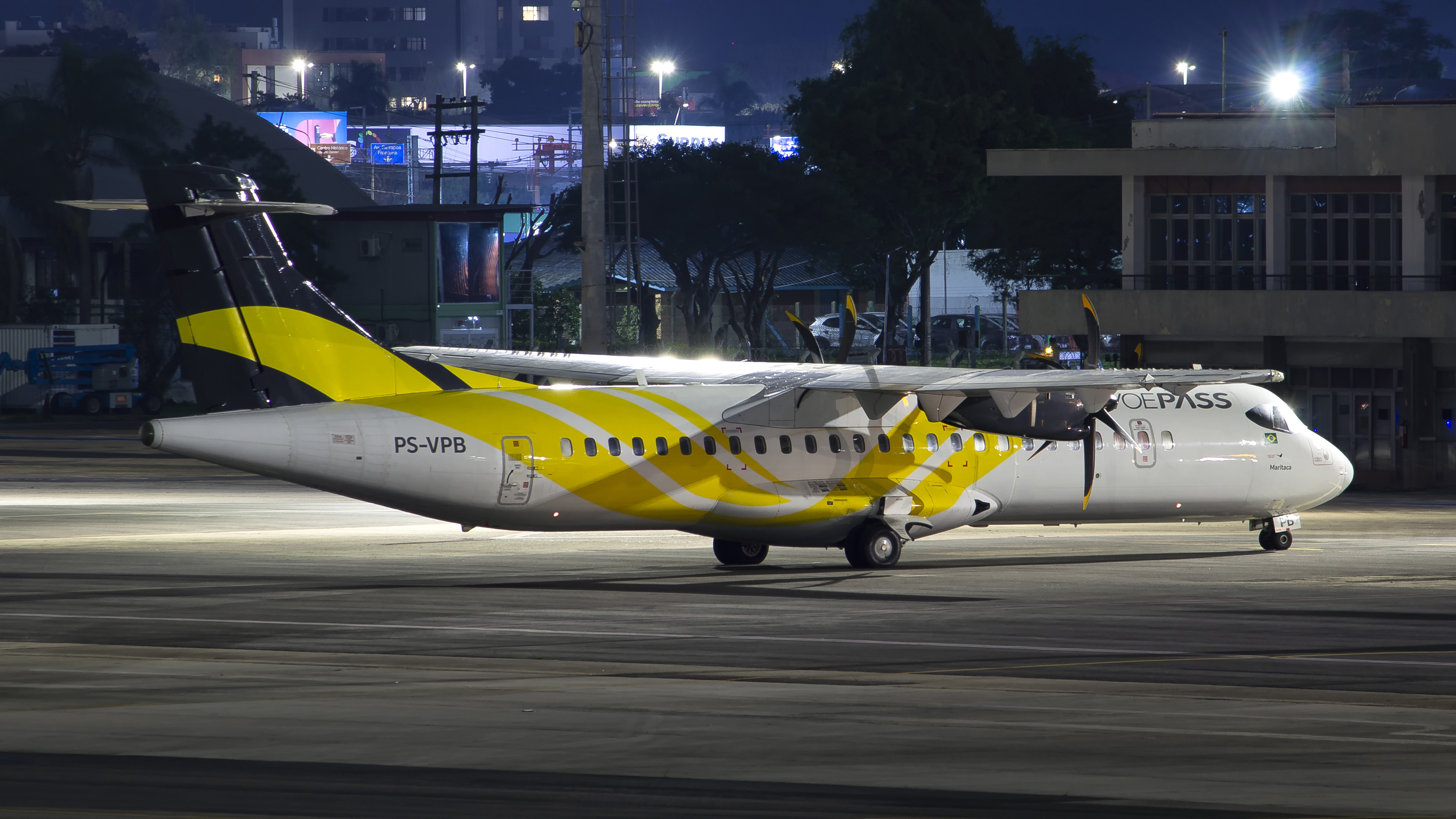
La aeronave involucrada en el accidente, fotografiada en el Aeropuerto Internacional Salgado Filho de Porto Alegre en 2023.

La aeronave involucrada era un turbohélice bimotor ATR 72-500, de 14 años de antigüedad, con número de serie 908 y registrado como PS-VPB, propulsado por dos motores Pratt & Whitney Canada PW127F. Fue adquirido por Voepass en septiembre de 2022 a la aerolínea indonesia Pelita Air Service.
El capitán era Danilo Santos Romano, 35 años, el primer oficial era Humberto de Campos Alencar e Silva, 61 años,y las azafatas eran Débora Soper Ávila, 28 años, y Rubia Silva de Lima, 41 años.

## Accidente
El avión despegó a las 14:58 UTC (11:58 a.m. hora local) desde el Aeropuerto Coronel Adalberto Mendes da Silva, ubicado en Cascavel, Paraná, con destino al Aeropuerto Internacional de São Paulo-Guarulhos. Veinticuatro minutos tras el despegue, el avión se encontraba a altitud de crucero a 17 000 pies (5181 m).[cita requerida]
La aeronave continuó volando hacia São Paulo en altitud de crucero hasta las 16:21 UTC, cuando los datos ADS-B indicaron una breve pérdida de altitud, seguida de una pequeña ganancia de altitud, y luego un descenso pronunciado y terminal.[cita requerida] La tasa de descenso más alta reportada fue de -24 064 pies por minuto a las 16:22:08 UTC. El tiempo transcurrido desde la indicación del problema hasta los últimos datos recibidos por Flightradar24 fue de 89 segundos.
Los bomberos informaron de que el avión había caído en Vinhedo, Estado de São Paulo, a unos 76 km de la capital del Estado, después de que se perdiera contacto con él alrededor de las 13:30 hora local.[cita requerida] En el área del accidente hubo una advertencia activa por formación de hielo severa de 12 000 a 21 000 pies (3700 a 6400 m). El avión se estrelló cerca de un condominio en una zona residencial del barrio de Capela. No hubo informes de heridos en tierra, aunque se informó de que varias casas fueron impactadas por el avión.
Los videos del avión antes de estrellarse fueron ampliamente compartidos en las redes sociales, que lo muestran girando en espiral con una ligera orientación descendente.[cita requerida] El canal de noticias de televisión brasileño GloboNews interrumpió la cobertura de los Juegos Olímpicos de París 2024 para transmitir el área del accidente, que mostró una gran cantidad de fuego y humo que surgían del fuselaje tras el impacto.[cita requerida]

## Pasajeros
| País      | Pasajeros | Tripulación | Total |
| --------- | --------- | ----------- | ----- |
| Brasil    | 54        | 4           | 58    |
| Venezuela | 3         | 0           | 3     |
| Portugal  | 1         | 0           | 1     |

La aerolínea publicó en su página web la lista completa de los 58 pasajeros que viajaban a bordo del avión. 54 eran de nacionalidad brasileña,3 eran de nacionalidad venezolanay uno era de nacionalidad portuguesa. Entre los pasajeros se encontraba un grupo de médicos pertenecientes a la Universidade Estadual do Oeste do Paraná, quienes se dirigían a una conferencia en Curitiba, así como una niña de 3 años, la víctima más joven del accidente.
La menor de edad fue identificada como Liz Ibba dos Santos, quien iba acompañada por su padre, Rafael Fernando dos Santos, y que hubiera cumplido cuatro años de edad en octubre; su madre es la periodista Adriana Ibba, que integra el Grupo Catve de Comunicação, en Cascavel.

## Reacciones
El presidente brasileño Lula da Silva, quien se encontraba en un evento en el sur del país cuando se conoció la noticia del accidente, declaró un minuto de silencio por las personas fallecidas.
El gobernador de São Paulo, Tarcísio de Freitas, y el gobernador de Paraná, Ratinho Júnior, anunciaron que regresarían de un evento en Espírito Santo.
Voepass Linhas Aéreas emitió un comunicado mencionando que, previo al vuelo, todos los sistemas del avión se encontraban aptos y sin restricciones, añadiendo que trabajaban estrechamente con las autoridades de Brasil y con los familiares de las víctimas para esclarecer los hechos del accidente.

## Investigación
El Centro de Investigación y Prevención de Accidentes Aeronáuticos (CENIPA) inició una investigación sobre el accidente.
Los expertos en aviación especularon que la acumulación de hielo podría haber sido un factor en el accidente, aunque afirmaron que era demasiado pronto para sacar conclusiones. El accidente se ha comparado con el vuelo 4184 de American Eagle, en el que también estaba involucrado un ATR 72, en el que los pilotos perdieron el control después de que la aeronave se topara con severas condiciones de formación de hielo. Desde entonces, los modelos ATR habían mejorado los sistemas de deshielo utilizados en sus aviones. El avión utilizado para el vuelo 2283 tenía un sistema de tubos de goma en las alas que podían inflarse y desinflarse para romper el hielo.
Se informó que las dos grabadoras de vuelo fueron recuperadas el viernes 10 de agosto y fueron enviadas a los laboratorios de Cenipa en Brasilia para su análisis al día siguiente. 

## Reporte preliminar
El 6 de septiembre, CENIPA publicó el informe preliminar que contiene los datos recopilados sobre el incidente.  Antes de la conferencia de prensa, las autoridades informaron a los familiares de las víctimas sobre los hallazgos. 
Según el informe, el avión perdió sustentación y entró en un "giro plano" o "Flat Spin". La grabadora de voz de la cabina del avión reveló que los pilotos se habían dado cuenta de que se estaba acumulando hielo y que había una falla en el sistema de deshielo.  El análisis del registrador de datos de vuelo también mostró que el sistema de deshielo de la aeronave se encendió y apagó varias veces.  La agencia destacó que la aeronave no se había declarado en emergencia. 